# Posterunek bocznicowy
Posterunek bocznicowy – posterunek ruchu następczy urządzony na szlaku przy odgałęzieniu bocznicy.
Bierze on udział w prowadzeniu ruchu wszystkich pociągów kursujących na przyległych odstępach i pociągów obsługujących bocznicę.
Przyjmowanie pociągów na i wyprawianie ich z bocznicy odbywa się według zasad ustalonych dla posterunków zapowiadawczych, a przepuszczanie innych pociągów – według zasad dla posterunków odstępowych.